# Симкин, Ричард
Ричард Симкин (1850—1926) — английский художник, униформист и баталист.

## Биография
Родился 5 ноября 1850 года в Херн-Бей, графство Кент, в семье коммивояжера, которого тоже звали Ричард. Став художником, Ричард Симкин-младший работал на британское Военное министерство: иллюстрировал выпускаемую им «Газету армии и флота», создавал плакаты, агитирующие записываться в армию. Но главное, за свою жизнь Симкин создал тысячи акварелей, изображающих мундиры и боевые действия британской армии, в том числе индийских и других колониальных войск. Военное министерство активно способствовало работе Симкина, предоставляя ему образцы мундиров и снаряжения. Также Симкин проиллюстрировал целый ряд книг, в том числе и по военной тематике; сотрудничал с такими периодическими изданиями, как «The Graphic» и «Boys' Own».
В 1880 году Ричард Симкин женился на женщине по имени Харриет, и долгое время проживал с ней в Олдершоте, графство Гэмпшир, регулярно наезжая в Лондон. Не забывал он, однако, и про родной город, куда, по всей видимости, переселился в старости. 
Ричард Симкин умер в своем доме на Кавендиш-стрит в Херн-Бее, 25 июня 1926 года, оставив после себя жену и двух дочерей. 
Сегодня картины Симкина можно увидеть во многих британских полковых музеях, его иллюстрации появляются в изданиях полковых историй, а акварели часто выставляются на аукционах.

## Галерея

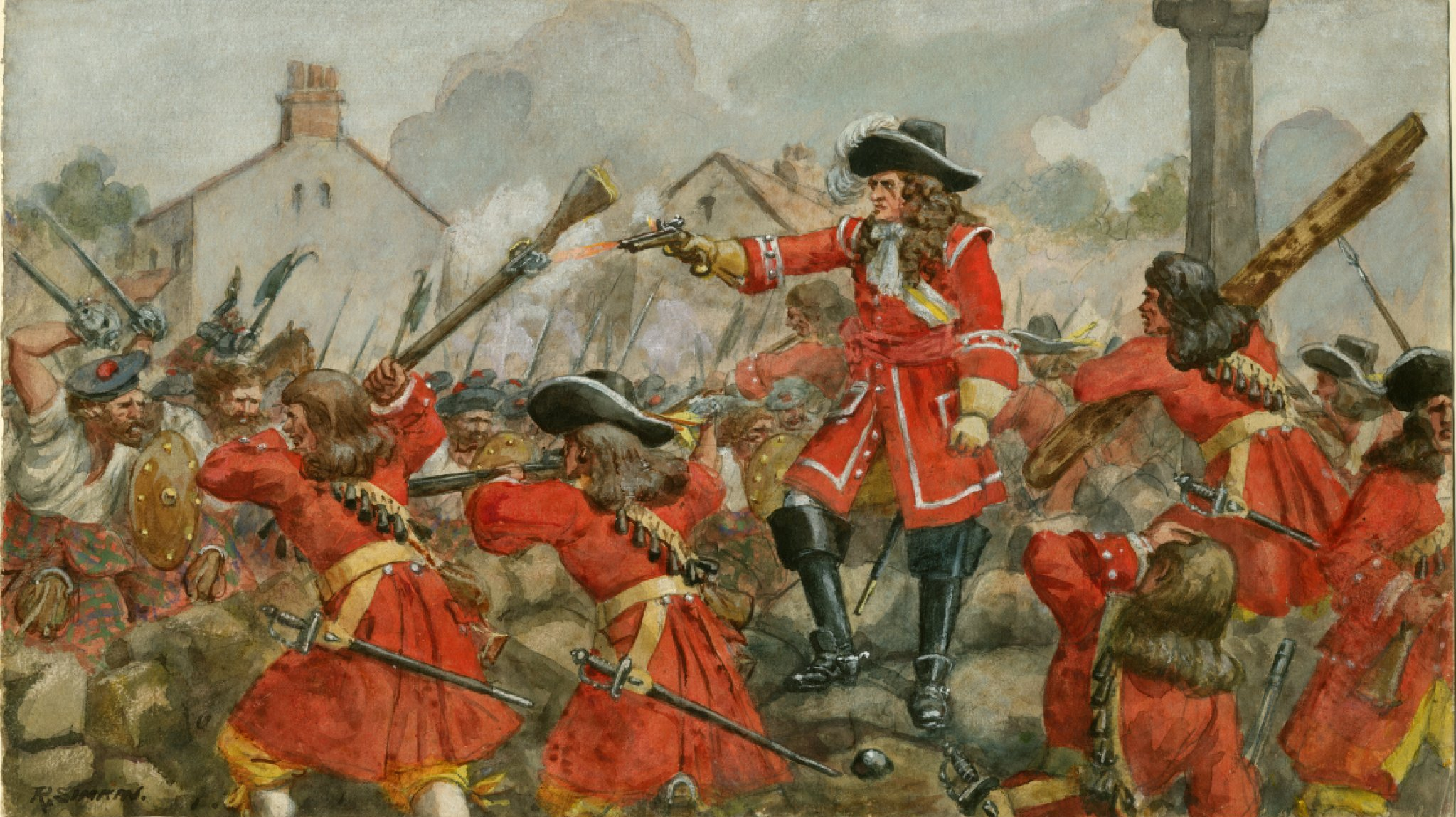
Битва при Данкельде. Эпизод Якобитского восстания 1689 года в Шотландии.
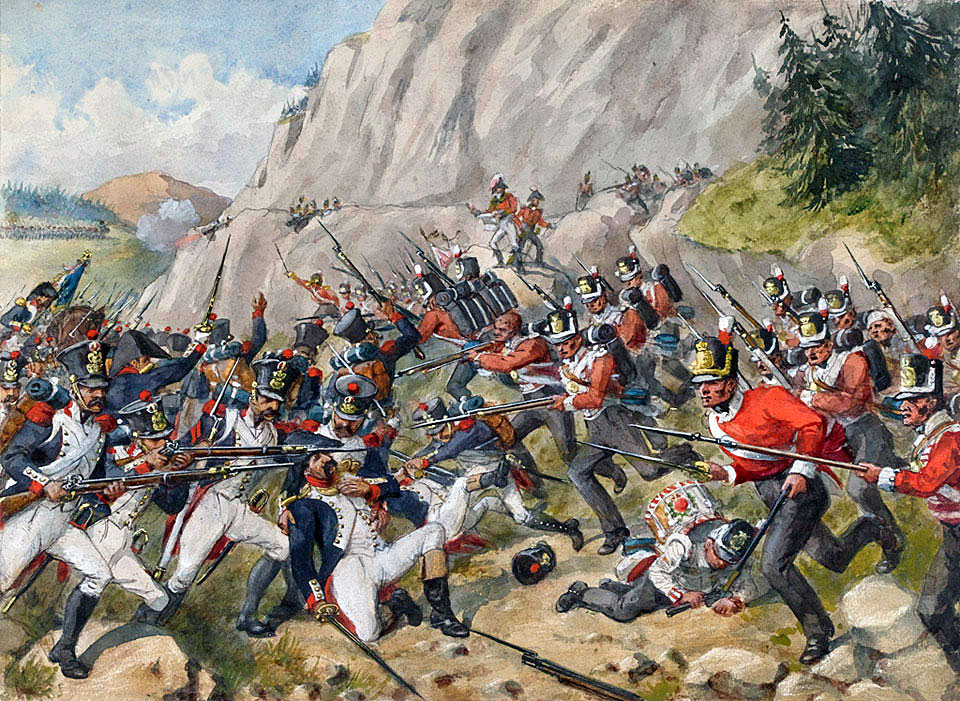
Битва при Бусаку 27 сентября 1810 года.
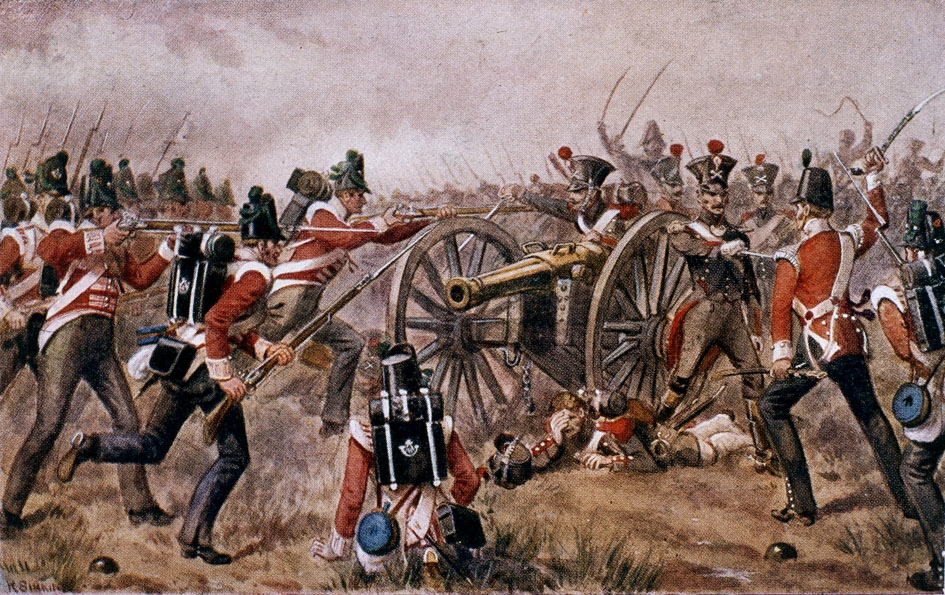
43-й пехотный полк в битве при Сабугале в 1811 году.
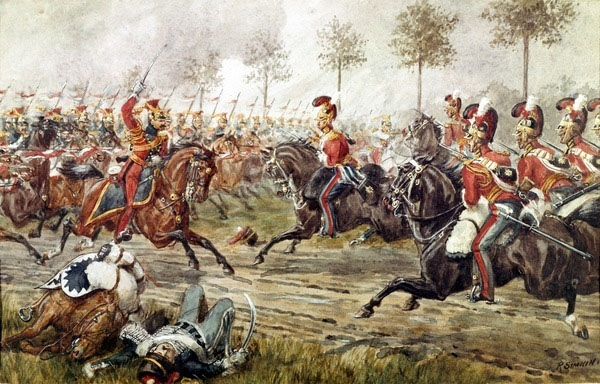
Атака британской лейб-гвардии в кавалерийской стычке при Жемаппе вскоре после битвы при Ватерлоо, 1815 год.
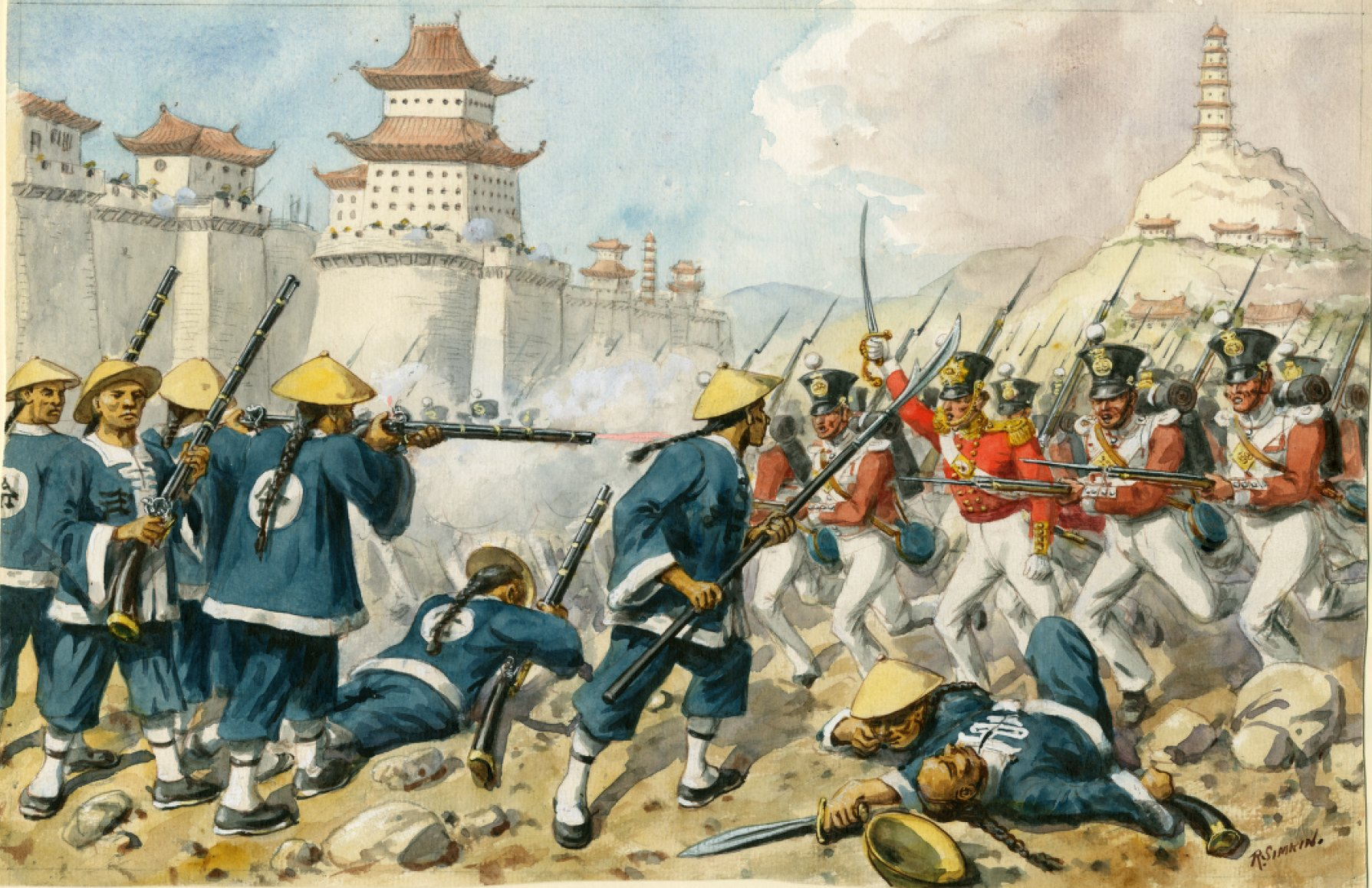
98-й пехотный полк в Китае. Первая опиумная война, 1842 год.
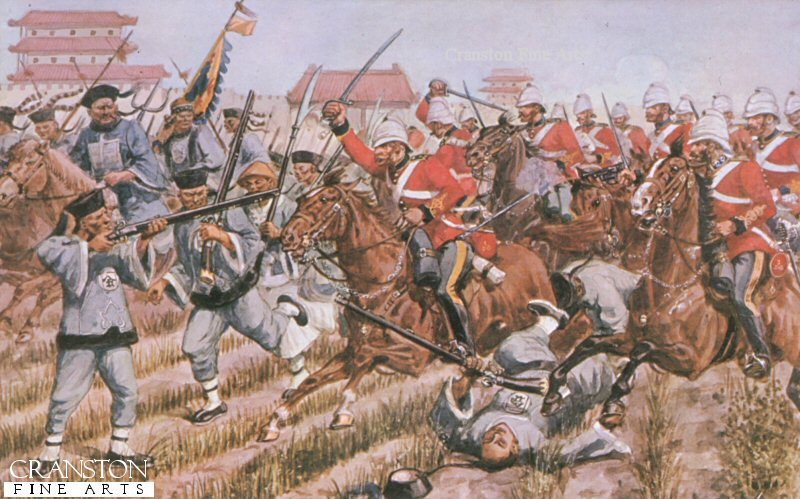
Вторая опиумная война. Атака британского полка Королевских драгун в 1860 году при взятии Пекине.
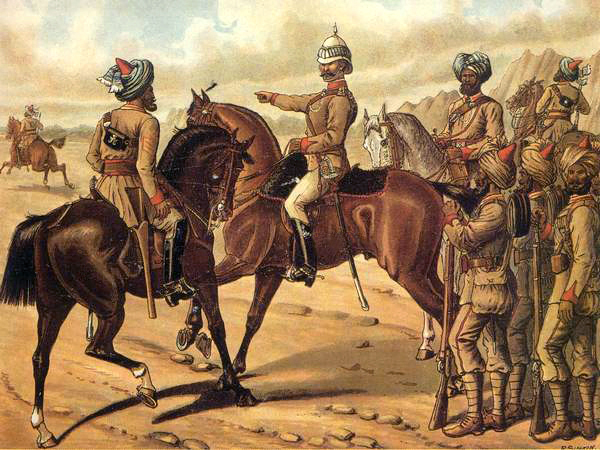
Британский колониальный корпус гидов (кавалерия и пехота).
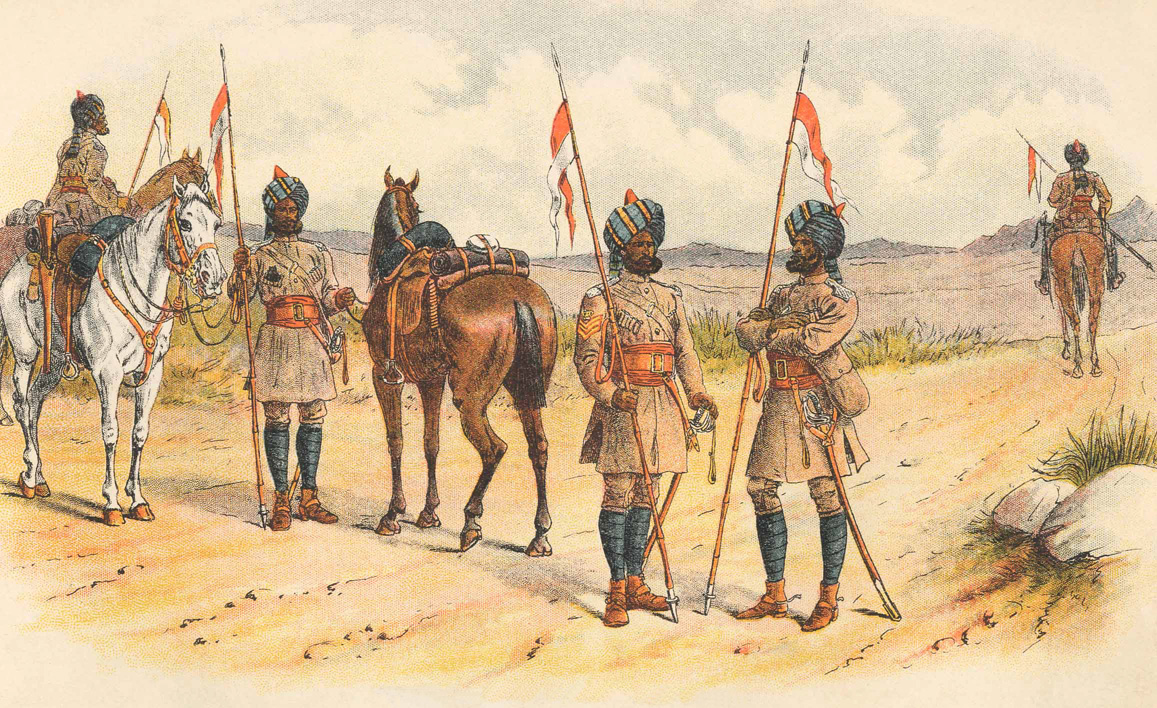
Униформа 1-го полка Бомбейских улан.